# Clint (chimpanzé)
Pour les articles homonymes, voir Clint.
Clint (1980-2004) est un chimpanzé, de la sous-espèce Pan troglodytes verus, célèbre pour avoir servi de base à de nombreuses études sur le langage des primates et surtout pour être à l'origine du premier séquençage du génome des chimpanzés,. En 2005, la fin du séquençage a dévoilé que l'homme et le chimpanzé partagent le même patrimoine génétique à 99 %.